# Педжавара-гуру-парампара
Педжава́ра-гу́ру-пара́мпара — линия духовных лидеров, возглавлявших Педжавара-матх, один из Ашта-матхов («восьми монастырей») в Удупи. Матх был основан Ахокшаджа Тиртхой — учеником вайшнавского ачарьи Мадхвы, который был основоположником философской школы двайта в индуизме. За всю историю Педжавара-матха, его возглавляли 32 свами, называемых «парьяя-свамиджи». В настоящее время главой матха является Вишвеша Тиртха Свами, который назначил своим преемником Вишвапрасанну Тиртху.

## Гуру-парампара[3]
1. Адхокшаджа Тиртха
2. Камалакша Тиртха
3. Пушкаракша Тиртха
4. Амарендра Тиртха
5. Махендра Тиртха
6. Виджаядхваджа Тиртха
7. Уттама Тиртха
8. Чинтамани Тиртха
9. Дамодара Тиртха
10. Васудева Тиртха
11. Вадиндра Тиртха
12. Ведагарбха Тиртха
13. Анупраджна Тиртха
14. Виджая Тиртха
15. Вишвешвара Тиртха
16. Вишвабхушана Тиртха
17. Вишвавандья Тиртха
18. Видьяраджа Тиртха
19. Вишвамурти Тиртха
20. Вишвапати Тиртха
21. Вишванидхи Тиртха
22. Вишвадхиша Тиртха
23. Вишвадхираджа Тиртха
24. Вишвабодха Тиртха
25. Вишваваллабха Тиртха
26. Вишваприя Тиртха
27. Вишваварья Тиртха
28. Вишвараджа Тиртха
29. Вишваманохара Тиртха
30. Вишваджна Тиртха
31. Вишваманья Тиртха
32. Вишвеша Тиртха
33. Вишвапрасанна Тиртха